# Rhinella cristinae
Rhinella cristinae är en groddjursart som först beskrevs av Claudia M. Vélez-Rodriguez och Pedro M. Ruiz-Carranza 2002.  Rhinella cristinae ingår i släktet Rhinella och familjen paddor. IUCN kategoriserar arten globalt som otillräckligt studerad. Inga underarter finns listade i Catalogue of Life.